# Talal 1. af Jordan
Talal bin Abdullah bin al-Hussein al-Hashimi (arabisk: طلال بن عبد الله بن الحسين الهاشمي, tr. Ṭalāl bin ʻAbd Allāh bin al-Ḥusayn al-Hāshimī; 26. februar 1909 – 7. juli 1972) var konge af Jordan fra 1951 til 1952.
Han kom på tronen, efter hans far kong Abdullah 1. blev myrdet ved et attentat. Allerede det følgende år måtte han abdicere af helbredsgrunde.